# Kirchheim unter Teck
Kirchheim unter Teck – miasto w Niemczech, w kraju związkowym Badenia-Wirtembergia, w rejencji Stuttgart, w regionie Stuttgart, w powiecie Esslingen, siedziba wspólnoty administracyjnej Kirchheim unter Teck. Leży nad rzeką Lauter, ok. 15 km na południowy wschód od Esslingen am Neckar, przy autostradzie A8, drogach krajowych B297 i B465.

## Urodzeni w Kirchheim unter Teck
- Lado Fumic – niemiecki kolarz górski i szosowy
- Manuel Fumic – niemiecki kolarz górski
- Eugen Gerstenmaier – niemiecki polityk
- Magnus Wirtemberski-Neuenbürg – książę Wirtembergii-Neuenbürg
- Jelena Wlk – niemiecka siatkarka

## Współpraca
- Francja: Rambouillet